# Colpodes
Colpodes is een geslacht van kevers uit de familie van de loopkevers (Carabidae). De wetenschappelijke naam van het geslacht is voor het eerst geldig gepubliceerd in 1825 door W.S.Macleay.

## Soorten
Het geslacht Colpodes omvat de volgende soorten:
- Colpodes abropoides Chaudoir, 1879
- Colpodes abruptus Andrewes, 1931
- Colpodes acanthodes Andrewes, 1930
- Colpodes acroglyptus Bates, 1892
- Colpodes acuticauda Darlington, 1952
- Colpodes adonis Tschitscherine, 1895
- Colpodes aeneipennis (Dejean, 1831)
- Colpodes aeneolus Andrewes, 1931
- Colpodes aenescens Chaudoir, 1879
- Colpodes aeruginosus Landin, 1955
- Colpodes anachoreta (Fairmaire, 1849)
- Colpodes andrewesi Heller, 1926
- Colpodes andrewesianus Jedlicka, 1932
- Colpodes angustus Andrewes, 1930
- Colpodes anomalus Andrewes, 1927
- Colpodes antedens Darlington, 1952
- Colpodes antennatus Louwerens, 1953
- Colpodes apotomus Andrewes, 1931
- Colpodes arrowi Jedlicka, 1934
- Colpodes asemus Jedlicka, 1934
- Colpodes asthenes Andrewes, 1931
- Colpodes atrocyaneus Landin, 1955
- Colpodes attenuatus Louwerens, 1953
- Colpodes azurescens Landin, 1955
- Colpodes babaulti Louwerens, 1953
- Colpodes baconi Chaudoir, 1878
- Colpodes balthasari Jedlicka, 1940
- Colpodes beccarii Andrewes, 1929
- Colpodes beckingi Louwerens, 1953
- Colpodes bennigseni Sloane, 1907
- Colpodes bilineatus Andrewes, 1931
- Colpodes bipars (Walker, 1858)
- Colpodes bipunctatus Jedlicka, 1935
- Colpodes bispina (Motschulsky, 1859)
- Colpodes bloetei Louwerens, 1953
- Colpodes boninensis Kasahara, 1991
- Colpodes brittoni Louwerens, 1953
- Colpodes brunneus (W.S.Macleay, 1825)
- Colpodes brunnicolor Louwerens, 1955
- Colpodes cardioderus Fairmaire, 1889
- Colpodes castaneiventris Bates, 1892
- Colpodes caudoimpressus Louwerens, 1969
- Colpodes celebensis Csiki, 1931
- Colpodes chalceus Andrewes, 1930
- Colpodes chalcochiton Andrewes, 1929
- Colpodes chinensis Jedlicka, 1934
- Colpodes chlorodes Andrewes, 1947
- Colpodes chloropterus Chaudoir, 1879
- Colpodes cimmerius Andrewes, 1930
- Colpodes coelestinus (Motschulsky, 1865)
- Colpodes coelitis Bates, 1892
- Colpodes concolor Louwerens, 1955
- Colpodes convexitarsis Louwerens, 1953
- Colpodes corpulentus Louwerens, 1953
- Colpodes crassus Andrewes, 1947
- Colpodes csikii Jedlicka, 1954
- Colpodes davidis Fairmaire, 1889
- Colpodes decorticatus Landin, 1955
- Colpodes deductus Landin, 1955
- Colpodes deliae Morvan, 1996
- Colpodes dilatipennis Emden, 1936
- Colpodes doesburgi Louwerens, 1949
- Colpodes dohertyi Louwerens, 1953
- Colpodes drescheri Louwerens, 1953
- Colpodes dulit Louwerens, 1955
- Colpodes edax Andrewes, 1947
- Colpodes elegans Andrewes, 1929
- Colpodes elegantellus Lorenz, 1998
- Colpodes emdeni Louwerens, 1953
- Colpodes emmerichi Jedlicka, 1932
- Colpodes enganoensis Louwerens, 1955
- Colpodes eremita (Fairmaire, 1849)
- Colpodes esetosus Louwerens, 1953
- Colpodes eucnemis Bates, 1892
- Colpodes euparyphus Andrewes, 1923
- Colpodes falcus Jedlicka, 1935
- Colpodes felix Andrewes, 1930
- Colpodes ferus Andrewes, 1947
- Colpodes flavicornis Andrewes, 1947
- Colpodes flavipes Jedlicka, 1935
- Colpodes fletcheri Andrewes, 1923
- Colpodes florensis Louwerens, 1953
- Colpodes formosanus Jedlicka, 1939
- Colpodes foveatus Andrewes, 1947
- Colpodes fruhstorferi Louwerens, 1955
- Colpodes fukiensis Jedlicka, 1956
- Colpodes fulgidus Andrewes, 1947
- Colpodes fulvipes Jedlicka, 1934
- Colpodes fulvus Jedlicka, 1934
- Colpodes furculosus Landin, 1955
- Colpodes fuscus Andrewes, 1931
- Colpodes ganssuensis Semenov, 1889
- Colpodes giganteus Fairmaire, 1891
- Colpodes gracilipennis Emden, 1936
- Colpodes guega Darlington, 1971
- Colpodes halurgus Andrewes, 1937
- Colpodes handschini Louwerens, 1953
- Colpodes heyrovskyi Jedlicka, 1940
- Colpodes himalaycus Jedlicka, 1970
- Colpodes hirmocoelus Chaudoir, 1879
- Colpodes humilis Andrewes, 1931
- Colpodes ikedai Kasahara, 1991
- Colpodes imitator Andrewes, 1930
- Colpodes impressiceps Louwerens, 1953
- Colpodes impunctatus Andrewes, 1923
- Colpodes infirmus Andrewes, 1947
- Colpodes infuscatus Jedlicka, 1940
- Colpodes intenuatus Landin, 1955
- Colpodes isomorphus Louwerens, 1953
- Colpodes iteratus Bates, 1886
- Colpodes javanus Louwerens, 1953
- Colpodes kamareti Morvan, 1995
- Colpodes kanak Fauvel, 1903
- Colpodes kaonastennus Morvan, 1995
- Colpodes kildroennus (Morvan, 1995)
- Colpodes klickai Jedlicka, 1934
- Colpodes klossi Andrewes, 1931
- Colpodes klynstrai Andrewes, 1929
- Colpodes knapperti Andrewes, 1930
- Colpodes komala Andrewes, 1932
- Colpodes kompeskanus Morvan, 1995
- Colpodes latus Louwerens, 1949
- Colpodes lautulus Andrewes, 1931
- Colpodes leuroides Jedlicka, 1965
- Colpodes leurus Andrewes, 1947
- Colpodes levator Andrewes, 1947
- Colpodes lieftincki Louwerens, 1953
- Colpodes lokayi Jedlicka, 1940
- Colpodes lonchites Andrewes, 1937
- Colpodes longicornis Landin, 1955
- Colpodes longulus Louwerens, 1953
- Colpodes lutescens Jedlicka, 1940
- Colpodes luzonicus Chaudoir, 1879
- Colpodes macerellus Lorenz, 1998
- Colpodes macropus Andrewes, 1947
- Colpodes maculatus Jedlicka, 1934
- Colpodes maculicollis Chaudoir, 1879
- Colpodes malaisei Louwerens, 1953
- Colpodes mandibularis Landin, 1955
- Colpodes marani Jedlicka, 1935
- Colpodes membrosus Andrewes, 1947
- Colpodes metabolus Andrewes, 1937
- Colpodes microps Andrewes, 1931
- Colpodes mirabilis Jedlicka, 1935
- Colpodes mirificus Jedlicka, 1940
- Colpodes miwai Jedlicka, 1940
- Colpodes mixtus Jedlicka, 1940
- Colpodes mobilis Andrewes, 1947
- Colpodes modestus Andrewes, 1947
- Colpodes modiglianii Andrewes, 1929
- Colpodes muelleri Louwerens, 1953
- Colpodes muleyitus Bates, 1892
- Colpodes nathani Jedlicka, 1969
- Colpodes neolevator Landin, 1955
- Colpodes nepalensis Morvan, 1996
- Colpodes nigratus Fairmaire, 1881
- Colpodes nigriceps (Motschulsky, 1864)
- Colpodes nyctobius Andrewes, 1947
- Colpodes obenbergeri Jedlicka, 1934
- Colpodes obesus Andrewes, 1947
- Colpodes ocylus Jedlicka, 1934
- Colpodes olearis Andrewes, 1931
- Colpodes orientalis Louwerens, 1953
- Colpodes orinomus Andrewes, 1929
- Colpodes overbecki Emden, 1936
- Colpodes paradisiacus Kirschenhofer, 1991
- Colpodes pecirkai Jedlicka, 1934
- Colpodes pelius Jedlicka, 1934
- Colpodes pennekum Morvan, 1995
- Colpodes peridus Jedlicka, 1934
- Colpodes perigonoides Louwerens, 1953
- Colpodes phaeoderus Chaudoir, 1879
- Colpodes phengodes Andrewes, 1947
- Colpodes phoenix Andrewes, 1930
- Colpodes placidus Heller, 1900
- Colpodes plagioderus Chaudoir, 1879
- Colpodes planops Louwerens, 1953
- Colpodes planus Landin, 1955
- Colpodes plicatus Louwerens, 1953
- Colpodes pohnerti Jedlicka, 1934
- Colpodes porphyrodes Andrewes, 1931
- Colpodes punctatus Jedlicka, 1934
- Colpodes punctulicollis Bates, 1892
- Colpodes purkynei Jedlicka, 1934
- Colpodes purpurascens Andrewes, 1929
- Colpodes quadratus Landin, 1955
- Colpodes repletus Bates, 1886
- Colpodes retusus Bates, 1886
- Colpodes rex Darlington, 1952
- Colpodes roepkei Louwerens, 1953
- Colpodes rubescens Andrewes, 1931
- Colpodes rufitarsis (Chaudoir, 1850)
- Colpodes rufithorax Jedlicka, 1934
- Colpodes rupex Andrewes, 1947
- Colpodes sadonis Landin, 1955
- Colpodes salsus Jedlicka, 1934
- Colpodes salvazae Louwerens, 1955
- Colpodes sandalodes Andrewes, 1931
- Colpodes saphyripennis Chaudoir, 1878
- Colpodes sarcodes Andrewes, 1947
- Colpodes scoriaceus Landin, 1955
- Colpodes sebosus Andrewes, 1926
- Colpodes semistriatus Chaudoir, 1879
- Colpodes semiviridis Louwerens, 1953
- Colpodes septemlineatus Jedlicka, 1934
- Colpodes shebbearei Andrewes, 1930
- Colpodes shimomuraianus Morvan, 1995
- Colpodes simplicicauda Darlington, 1952
- Colpodes sinuicauda Darlington, 1952
- Colpodes sjostedti Andrewes, 1930
- Colpodes smaragdinipennis Chaudoir, 1859
- Colpodes spectans Jedlicka, 1934
- Colpodes spinulifer Bates, 1892
- Colpodes stepaneki Jedlicka, 1940
- Colpodes sterbai Jedlicka, 1940
- Colpodes straneoi Jedlicka, 1963
- Colpodes stummuis Morvan, 1995
- Colpodes subviridis Andrewes, 1947
- Colpodes sumatrensis Louwerens, 1953
- Colpodes sutteri Louwerens, 1953
- Colpodes tantus Jedlicka, 1934
- Colpodes tarsalis Landin, 1955
- Colpodes teledoides Jedlicka, 1935
- Colpodes teledus Jedlicka, 1934
- Colpodes tenggerensis Louwerens, 1953
- Colpodes tetricus Andrewes, 1947
- Colpodes tibang Louwerens, 1964
- Colpodes tjambae Louwerens, 1955
- Colpodes toxopei Andrewes, 1930
- Colpodes trapezoides Jedlicka, 1934
- Colpodes undulipennis Bates, 1892
- Colpodes vietnami Jedlicka, 1968
- Colpodes violis Jedlicka, 1934
- Colpodes viridis Jedlicka, 1940
- Colpodes vivax Andrewes, 1947
- Colpodes wangi Morvan & Tian, 2001
- Colpodes wardi Louwerens, 1953
- Colpodes wegeneri Emden, 1936
- Colpodes wolfi (Heyden, 1915)
- Colpodes xanthocnemus Fairmaire, 1881
- Colpodes xenos Bates, 1886
- Colpodes yamaguchii Kasahara, 1991